# San Fermín

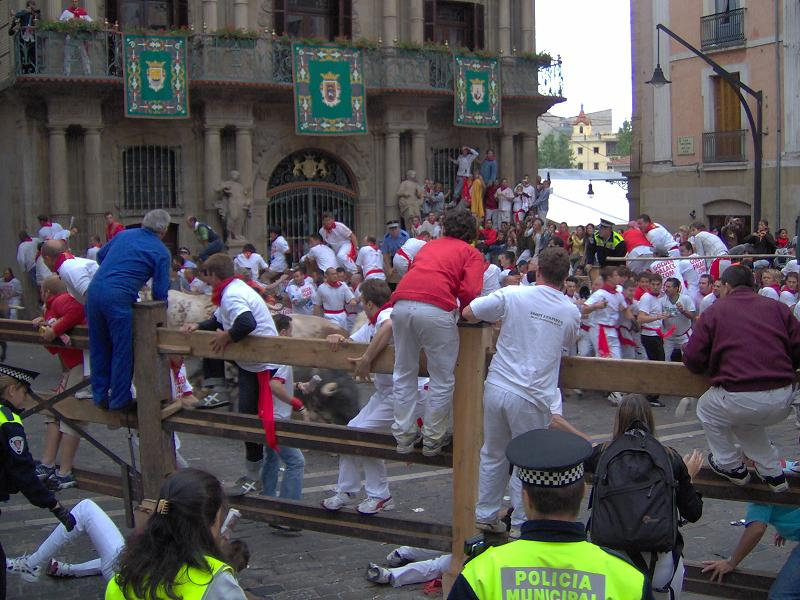
Tjurrusningen i Pamplona, 7 juli 2005

San Fermín är en festival som hålls varje år i staden Pamplona (Navarra, Spanien) till helgonet San Fermíns ära. Festivalen tar sin början kl 12 den 6 juli, då ett ceremoniellt fyrverkeri (chupinazo) avfyras ackompanjerat av musik, och håller sedan på till midnatt 14 juli då festivalen avslutas med sången Pobre de Mí. Förutom festivalens höjdpunkt som är encierron (tjurrusningen genom stadens gator) rymmer San Fermín-festivalen en mängd andra traditionella inslag. Centrala delar av Ernest Hemingways bok Och solen har sin gång utspelas i Pamplona under San Fermín och har bidragit till att festivalen blivit internationellt uppmärksammad.

## Ursprung
Lokalt går festivalen under namnet Sanfermines och har medeltida anor och har anknytningar dels till de religiösa ceremonier till Sankt Fermins ära, dels till den årliga julimarknaden och dels till de tjurfäktningar som förekommit sedan 1300-talet. Från början hölls festivalen 10 oktober, men slogs 1591 samman med julimarknaden, då Pamplonaborna klagade på det dåliga oktobervädret .

## Tjurrusningarna

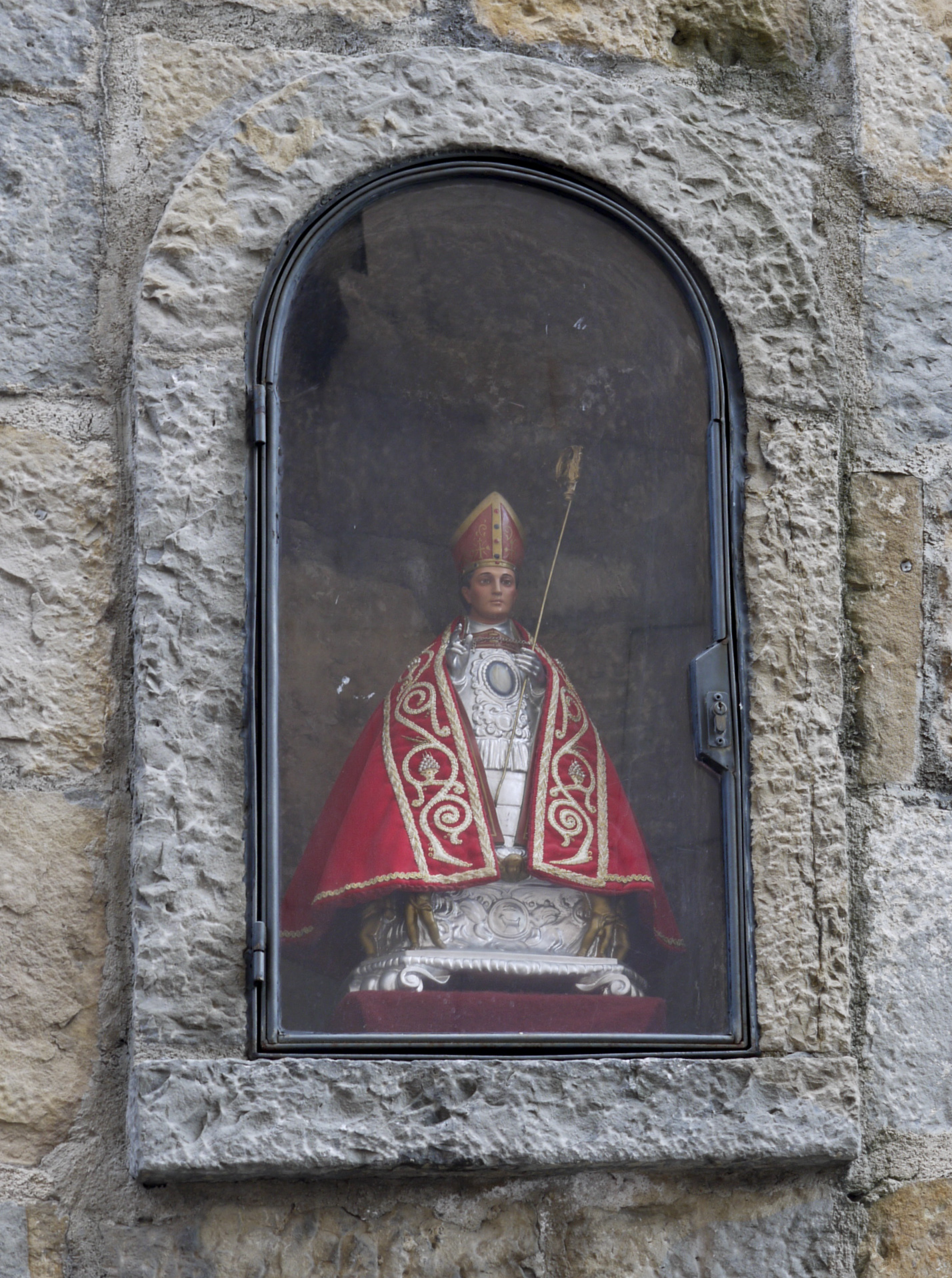
Skyddshelgonet San Fermín

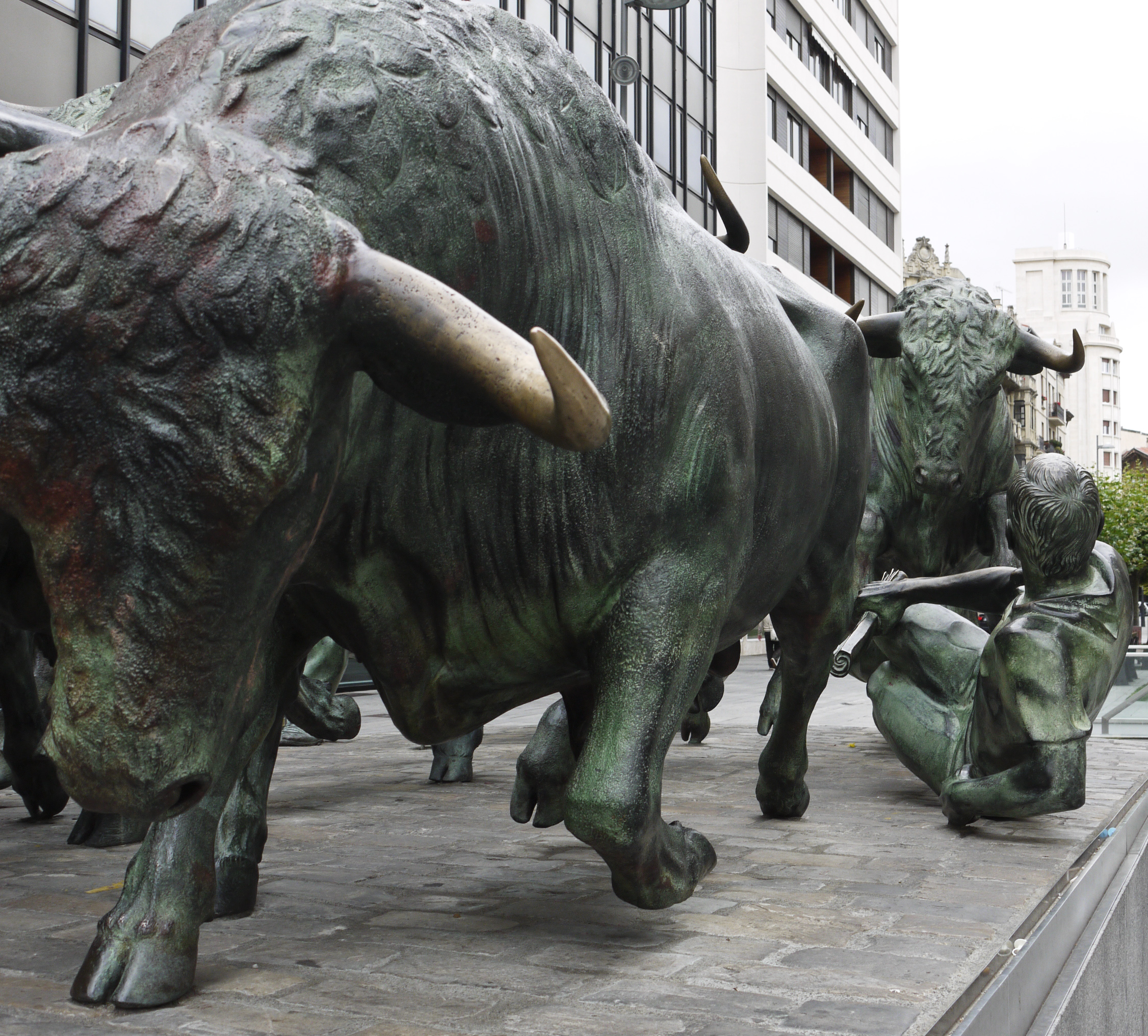

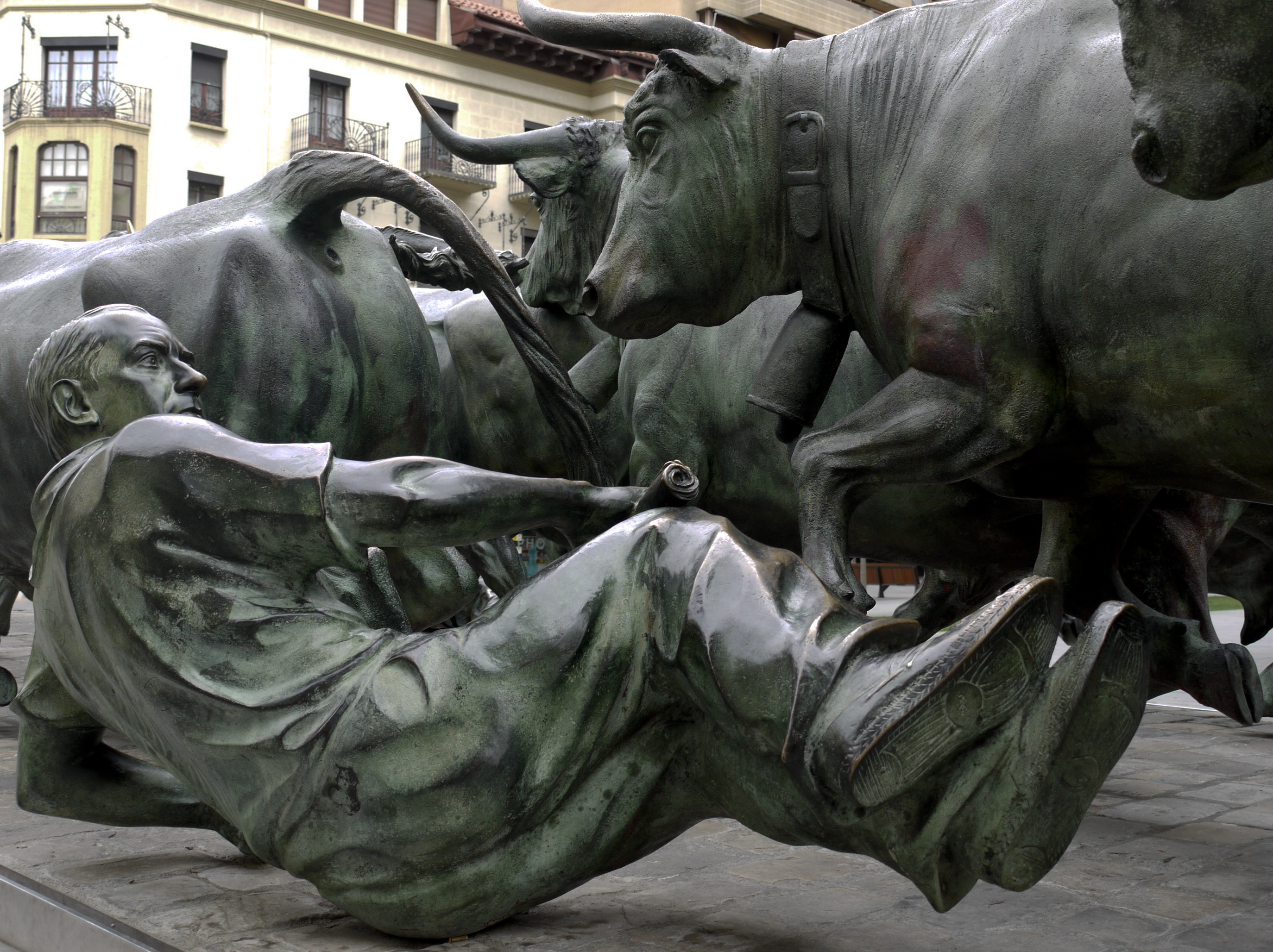

Tjurrusningarna avlöper klockan 8 varje morgon, och utgår från Calle Santo Domingo och slutar efter 825 meter vid tjurfäktningsarenan. Starten signaleras med två startskott, ett när tjurarna släppts lösa och ett andra skott när den sista tjuren lämnat fållan. Tjurrusningen går över följande gator: Cuesta de Sto. Domingo - Plaza del Ayuntamiento - Mercaderes - Calle Estafeta - Telefónica - Callejón.
Strax före klockan 8 har deltagarna samlats vid la cuesta de Santo Domingo, i närheten av Corral Santo Domingo där de har en kort ceremoni vid en helgonbild av San Fermín som sitter inmurad i en mur. De skanderar:
A San Fermin pedimos
por ser nuestro patrón
nos guíe en el encierro
dándonos su bendición.
Till Sankt Fermin ber vi
då du är vårt skyddshelgon
att du leder oss
under encierron
och ger oss din välsignelse.
De är klädda i vitt och bär en röd näsduk (pañuelo) runt halsen och ett rött tygskärp (faja) kring midjan. I ena handen håller de en ihoprullad tidning för att om nödvändigt avleda tjuren. Fastän avsikten är att det inte skall vara någon kontakt med tjurarna försöker många oerfarna löpare röra vid tjuren, och riskerar på så sätt säkerheten för alla och de får då emotta slag från de professionella tjurfösarna (klädda i grönt) som springer bakom tjurarna och så gott det går kontrollerar loppet. Med det stora antal deltagare som ibland förekommer är risken stor för skador, när gatan svänger och tjurarna halkar på stenbeläggningen och vid de folkanhopningar som uppstår i de flaskhalsar som uppstår när gatan smalnar av emot slutet och deltagarna jagas bakifrån av tjurarna.
Hela loppet tar 3–4 minuter om det förlöper utan komplikationer, ibland fortare ibland längre. Tjurarna springer fortare än deltagarna och den mest ärofyllda positionen som är strax framför hornen på tjuren kan man normalt upprätthålla bara en kort stund, cirka 7–8 sekunder innan man bör ta sig därifrån för att inte riskera att bli omkullsprungen av tjuren. Den kortaste uppmätta tiden för en tjur att löpa sträckan är 1 minut och 45 sekunder.
Tjurrusning börjar med en uppförsbacke, 280 meter lång (La cuesta de Santo Domingo, 9 procent lutning). Vägen är 6 meter bred och omges av på ena sidan en hög mur och på andra sidan en husvägg. Här börjar kampen att hålla undan för tjurarna som kan springa med en hastighet runt 30 km/h. 
Vid ungefär halva loppet gör vägen en sväng till höger. Svängen är komplicerad eftersom tjurarna inte ser öppningen när de kommer och av farten drivs emot vänster sida. Stenbeläggningen i kurvan har behandlats för att minska halkrisken, men tjurarnas klövar får inte fäste på stenarna och det händer att tjurarna halkar och faller med risk för kollision med åskådarna. Om någon tjur faller omkull under loppet, vilket inte är ovanligt, finns risken att de börjar springa i fel riktning. Tjurarnas beteende under loppet är flykt och det normala beteendet så länge de springer i flock är att de undviker att trampa på deltagare som kommer i vägen eller attackera. En tjur som kommit från gruppen får däremot ett helt annat beteende och blir mer oförutsägbar.
Vid Pl. Ayuntamiento finns en bred passage cirka 150 meter lång, försedd med numera dubbla skyddsbarriärer. Här samlas många människor och det är här som ungefär hälften av alla skador sker, oftast orsakade av "lösa" tjurar som rör sig åt fel håll.
Alldeles före ingången till tjurfäktningsarenan smalnar vägen från att ha varit 9 meter till 3,5 meter. Här kan det bli omöjligt att ta sig fram om för många människor försöker passera samtidigt. Under åren har 24 montones bildats (dvs stora anhopningar av omkullfallna människor) och varit orsak till skador då tjurarna försöker ta sig över och förbi, bland annat ett dödsfall.
När första tjuren har kommit till arenan signaleras igen med fyrverkeri och en sista signal ges också när sista tjuren har kommit in på arenan. Tjurarna skall föras in till förvaringsboxarna, men det händer att orutinerade deltagare i loppet distraherar tjurarna vilka då vänder sig emot de åskådare som står på arenan. Skaderisken är även här stor. Olämpligt uppträdande från deltagarnas sida kan för övrigt medföra böter.
Tjurrusningarna direktsänds i spansk television och kommenteras av kunniga reportrar och inbjudna experter i (Televisión Española och Cuatro TV).
Dagarna före tjurfäktningarna, vid 22-23-tiden på kvällen, förs tjurarna i språngmarsch från långtradarna till inhägnaden vid Santo Domingo där de sedan skall stanna över natten. Även detta skådespel ger möjlighet att få se tjurarna. Det kallas encierrillo.

## Pobre de mí
Festdagarna avslutas med en stämningsfull ceremoni, då deltagarna samlas på torget Plaza Consistorial, och borgmästaren som traditionen bjuder säger att "– Nu pamploneser, nu är Sanferminfesten slut", tar av sig den röda halsduken och sedan lägger till att "– ... och nu är det inte långt kvar till nästa Sanferminfest!". Deltagarna tar av sig halsdukarna, höjer dem över huvudet och sjunger "Pobre de mí, pobre de mí, que se han 'acabao' las fiestas de San Fermín" ("Stackars mig, stackars mig, för nu är San Fermín-festen slut").

## Deltagarna
Antalet deltagare varierar mellan dagarna men uppgår till 2000–3000 personer. Detta gör att skaderisken blir stor mellan åskådarna, även om inga tjurar skulle delta.
Att delta i encierron, att vara corredor, gav tidigare en viss social ställning i Pamplona, men att delta i tjurrusningen tycks inte attrahera lika mycket nu som tidigare. Pamplonas deltagare är för närvarande (2008) till största delen i 40-50-årsåldern (2008), endast ett mindre antal deltagare återfinns i de lägre åldersgrupperna. Däremot har deltagandet från andra orter och länder ökat.
Antalet dödsfall under tjurrusningarna i Pamplona uppgår totalt till 15 personer, den senaste inträffade 10 juli 2009.

## Sjukvård
Längs hela loppet finns på var 50:e meter medicinsk personal som kan ta hand om skadade deltagare och vid behov föra dem till något av Pamplonas sjukhus.